# 卡塔尼奧

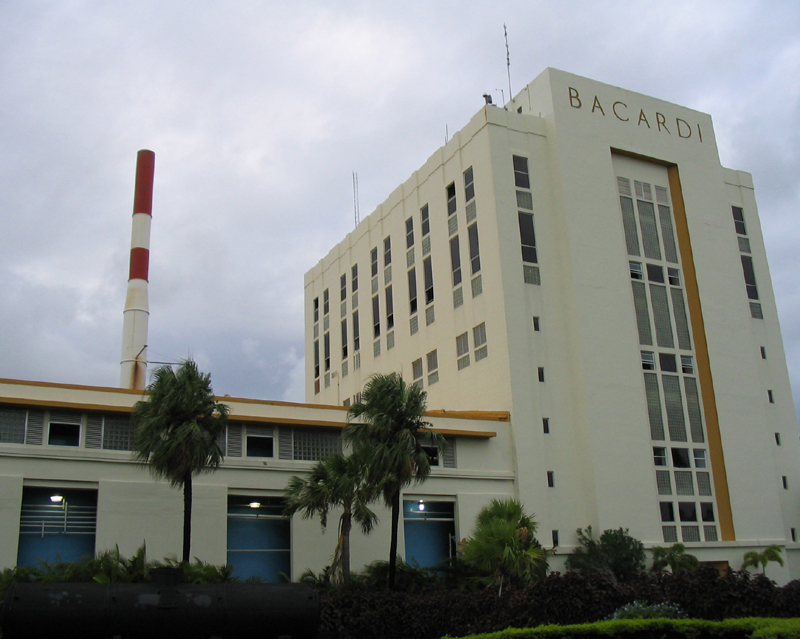

卡塔尼奧（西班牙語：Cataño）是波多黎各的城鎮，位於該島北部，始建於1927年7月1日，面積18平方公里，主要經濟活動有漁業、釀酒業、商業和運輸業，2010年人口28,140，人口密度每平方公里約1,500人。

## 外部連結
- Cataño and its barrios, United States Census Bureau